# (531) Zerlina
(531) Zerlina és un asteroide que pertany al cinturó d'asteroides, descobert el 12 d'abril de 1904 per Maximilian Franz Wolf des de l'observatori de Heidelberg-Königstuhl, Alemanya. Anomenat així per Zerlina, un personatge de l'òpera Don Giovanni del compositor austríac Wolfgang Amadeus Mozart (1756-1791).